# Президентский совет Ливии
Президентский совет Ливии  (араб. المجلس الرئاسي ليبيا‎) — высший орган исполнительной власти в Ливии, сформированный в соответствии с условиями Схиратского соглашения, которое было подписано 17 декабря 2015 года.

## История
17 декабря 2015 года в рамках мирного урегулирования Гражданской войны в Ливии, было подписано Схиратское соглашение, которое подразумевало создание Президентского совета и правительства национального единства. Также Президентский совет должен принять командование Ливийской национальной армии. Соглашение было единогласно одобрено Советом Безопасности ООН, который приветствовал формирование Совета и признал законность правительства Фаиза Сараджа.
Председателем Президентского совета с 30 марта 2016 года являлся Файез Аль-Сарадж(). 5 апреля Правительство Всеобщего Национального Конгресса приняло решение о передачи всех полномочий Президентскому совету.
Последняя попытка примирения восточных и западных властей Ливии провалилась в апреле 2019 года после начала наступления армии Хафтара на Триполи. Процесс возобновился спустя 14 месяцев, когда силы ПНС при поддержке Турции смогли отбить атаку столицы и отбросить ЛНА к Сирту. Вмешательство Египта, а также совместные договоренности Турции и России не позволили продолжить наступление сил ПНС на восток.
Форум ливийского политического диалога, работавший в Швейцарии с 1 по 5 февраля 2021 года, избрал премьер-министра единого правительства Ливии и трех членов Президентского совета во главе с бывшим послом в Греции Мухаммедом аль-Манафи, премьер-министром стал Абдель Хамид Дбейба. Они должны управлять Ливией до всеобщих выборов, намеченных на конец декабря этого года. 
Глава ПНС Файез Саррадж 14 февраля 2021 года покинул Ливию до перехода полномочий новоизбранным властям, передав полномочия своему заместителю Ахмеду Майтыгу.

## Состав

### С марта 2021
Новый Президентский совет был одобрен Палатой представителей 10 марта 2021 года после соглашения, достигнутого на Форуме ливийского политического диалога при посредничестве Организации Объединенных Наций:
| Имя                | Должность                               | Начало полномочий  | Окончание полномочий | Представляет               |
| ------------------ | --------------------------------------- | ------------------ | -------------------- | -------------------------- |
| Мухаммад аль-Манфи | Председатель Президентского совета      | 15 марта 2021 года | ныне в должности     | Представитель Киренаики    |
| Абдалла аль-Лафи   | Вице-председатель Президентского совета | 15 марта 2021 года | ныне в должности     | Представитель Триполитании |
| Муса аль-Кони      | Вице-председатель Президентского совета | 15 марта 2021 года | ныне в должности     | Представитель Феццана      |

### Март 2016 — Март 2021
Президентский совет состоял из девяти членов. Заседания вели председатель вместе с тремя заместителями, каждый из которого представлял одну из трёх исторических областей Ливии: Триполитания, Киренаика и Феццан.
| Имя                   | Должность                               | Начало полномочий  | Окончание полномочий | Представляет                      |
| --------------------- | --------------------------------------- | ------------------ | -------------------- | --------------------------------- |
| Фаиз Сарадж           | Председатель Президентского совета      | 30 марта 2016 года | 15 марта 2021 года   | ПНЕ                               |
| Ахмед Майтыг          | Вице-председатель Президентского совета | 30 марта 2016 года | 15 марта 2021 года   | Мисрата и ПНЕ                     |
| Фатхи аль-Миджабри    | Вице-председатель Президентского совета | 30 марта 2016 года | 18 июля 2018 года    | Гвардия Нефтяных Сооружений (ГНС) |
| Али Фарадж Катрани    | Вице-председатель Президентского совета | 30 марта 2016 года | 8 апреля 2019 года   | ВС Ливии                          |
| Абдулсалам Каджман    | Вице-председатель Президентского совета | 30 марта 2016 года | 15 марта 2021 года   | Братья-мусульмане                 |
| Муса аль-Куни         | Вице-председатель Президентского совета | 30 марта 2016 года | 2 января 2017 года   | Южная Ливия                       |
| Омар аль-Асвад        | Член Президентского совета              | 30 марта 2016 года | 15 марта 2021 года   |                                   |
| Мухаммед аль-Мимари   | Член Президентского совета              | 30 марта 2016 года | 15 марта 2021 года   | ПНЕ                               |
| Ахмад Хамза аль-Махди | Член Президентского совета              | 30 марта 2016 года | 15 марта 2021 года   | Эз-Зинтан и Западная Ливия        |